# Drniška krajina
Drniška krajina je zemljopisno područje u unutrašnjosti Dalmacije s Drnišom kao središtem.

## Položaj
Drniška krajina nalazi se južno od Kninske krajine, u Šibensko-kninskoj županiji.

## Povijest

### Prapovijest i antika
Prvi tragovi naseljenosti u Drniškoj krajini datiraju iz 19. stoljeća pr. Kr., a pronađeni su u trima pećinama u Brini, u kanjonu rijeke Čikole.
U predantičkom razdoblju pojavljuju se brojne gradine, utvrde, kao što su Kalun, Balina glavica, Čupića gradina, itd.
U 3. stoljeću pr. Kr. područje naseljava ilirsko pleme Delmati, čije je glavno naselje bio grad Promona, kod današnjeg Tepljuha.
34. godine pr. Kr. područje su osvojili Rimljani koji su pokorili Delmate. Spomenički svjedoci vladanja Rimljana na ovom području su ostatci logora Burnum kod Ivoševaca i ranokršćanska crkva u Čupićima u Trbounju.

### Nakon dolaska Hrvata
U kasnom srednjem vijeku Drniška je krajina pripala hrvatskoj plemićkoj obitelji Nelipićima.